# Hal David

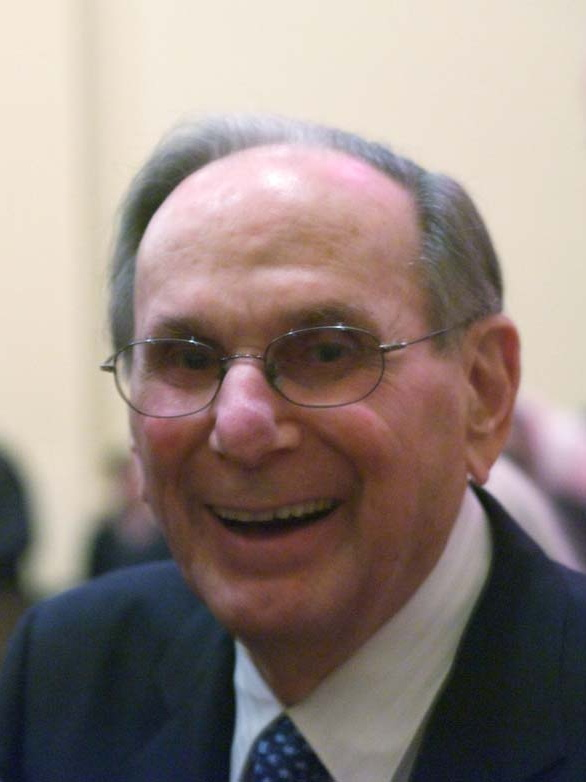
Hal David (2011)

Harold Lane „Hal“ David (* 25. Mai 1921 in New York; † 1. September 2012 in Los Angeles, Kalifornien) war ein US-amerikanischer Songtexter, dessen Songs in Zusammenarbeit mit Burt Bacharach sehr erfolgreich waren und zahlreiche Auszeichnungen erhielten.

## Werdegang

### Anfänge
Nach seinem Studium an der New York University School of Journalism begann er folgerichtig als Journalist bei der New York Post. Dann wechselte er den Beruf, versuchte es – wie sein älterer Bruder Mack David – im Jahre 1947 als Songtexter und ließ sich bei der ASCAP registrieren. Seinen ersten Song Isn’t This Better Than Walking in the Rain? (zusammen mit Louis Ricca) übernahm Bandleader Sammy Kaye für sein Orchester im Juni 1947. Der erste Hitparadenerfolg gelang mit The Four Winds and the Seven Seas, (Musik: Don Rodney) für Vic Damone (Juli 1949, US # 19). Kurz danach übernahmen Frank Sinatra und Eddy Howard sein American Beauty Rose (Mai 1950, # 26 Sinatra). Mit wechselndem Erfolg und immer neuen Autoren-Partnern entstanden Songs wie Have a Hope, Have a Wish, Have a Prayer für The Delta Rhythm Boys (zusammen mit Leon Carr; Dezember 1954).

### Zusammenarbeit mit Burt Bacharach
Hal David traf erstmals im Jahre 1956 im New Yorker Brill Building auf den Komponisten Burt Bacharach, als er wie Bacharach zum Musikverlag Famous Music gehörte, dem aktivsten Musikverlag des Brill Buildings zu jener Zeit. Erste gemeinsame Komposition der beiden war Peggy’s in the Pantry, eine B-Seite für Sherry Parsons (Juni 1956). Es folgte I Cry More, das Alan Dale im Rock-Film-Klassiker Don’t Knock the Rock sang (September 1956). Der Country-Star Marty Robbins übernahm im November 1957 The Story of My Life. Angetrieben durch eine skurril gepfiffene Klammer, die sich Arrangeur und Begleitorchesterchef Ray Conniff hatte einfallen lassen, erreichte die Single # 15 der US-Charts (# 1 in den Country-Charts) und war damit die erste erfolgreiche gemeinsame Komposition der beiden. Perry Comos Magic Moments kam bereits im Januar 1958 heraus und kann als der Beginn der typischen Arrangements gewertet werden, mit denen das Team Bacharach-David in den sechziger Jahren erfolgreich werden würde. In ihrer Anfangsphase als Team arbeitete jeder aber auch mit anderen Autoren-Partnern zusammen. Hal David suchte so auch oft die Zusammenarbeit mit Sherman Edwards, mit dem Broken Hearted Melody für Sarah Vaughan entstand (Juli 1959, #7) – seine bis dahin höchste Chartplatzierung und sein erster Millionenseller. Mit My Heart Is an Open Book, gesungen von Carl Dobkins Jr., und gemeinsam mit Lee Pockriss komponiert, erreichte er bereits die Top-3 (April 1959). Es war der erste und einzige große Hit des Sängers. Ab jener Zeit wurde dann die Zusammenarbeit von David mit Bacharach intensiviert.
Der ganz große Erfolg kam mit Dionne Warwick, die vom Autorenteam im Background-Chor der Drifters entdeckt wurde. Sie interessierte sich für die Bacharach-David-Komposition I Just Don’t Know What to Do with Myself, die sie jedoch im August 1962 an Tommy Hunt vergaben. Der Song floppte mit einem Platz # 119. Auch Make It Easy on Yourself durfte sie zunächst nicht übernehmen, sondern es wurde Jerry Butler zugeteilt (Juli 1962, #20). Verärgert darüber, dass sie mit diesen Songs nicht bedacht wurde, machte Warwick ihrem Ärger Luft: „Don’t make me over, man!“ („Lügt mich nicht an, Leute!“). Warwick bekam ihre Chance: Ohne es zu ahnen, lieferte sie mit diesem Ausspruch dem Team die Idee für eine neue Komposition. Don’t Make Me Over wurde im Dezember 1962 ihr erster vom Autorenteam Bacharach/David verfasster Hit und erreichte # 21 der Charts. Wie kaum ein anderer Interpret wurde der Gesangsstil Dionne Warwicks durch die melancholisch-soulartigen Songs von Bacharach/David geprägt. Warwick wurde zum Vehikel für die eingängigen Songs der beiden Autoren.
Die Produzenten der erfolgreichen James-Bond-Spionagefilm-Serie, bekannt für ihre geschickte Musikauswahl, übernahmen den Hal-David-Text We Have All the Time in the World (Musik: John Barry, der die meisten Bond-Filme mit Musik untermalt hatte), das als James-Bond-Filmmusik zum Film Im Geheimdienst Ihrer Majestät (gesungen von Louis Armstrong, aufgenommen am 28. Oktober 1969 und produziert von Phil Ramone) ausgewählt wurde. Die Erfolgssträhne von David und Bacharach riss erst 1973 mit dem Musicalfilm Der verlorene Horizont (Lost Horizon) ab. Dieser war ein riesiger Kassenflop; die Künstler gingen fortan getrennte Wege. Erst Dionne Warwick brachte das Duo mit dem Song Sunny Weather Lover im Jahr 1993 wieder zusammen.

## Auszeichnungen
Hal David schrieb der ASCAP zufolge 644 Songs, für Bacharach sind 656 registriert, der größte Teil entfällt dabei auf die gemeinsame Schnittmenge des Teams. Raindrops Keep Fallin’ on My Head gewann einen Academy Award als Filmmusik zum Western Butch Cassidy and the Sundance Kid (Zwei Banditen). Er wurde 1984 in die Nashville Songwriters Hall of Fame aufgenommen. David war 1999 der erste Nicht-Brite, dem der Ivor Novello Award verliehen wurde. Im Oktober 2011 wurde David mit einem Stern auf dem Hollywood Walk of Fame geehrt.
Der Rolling Stone listete David 2015 gemeinsam mit Burt Bacharach auf Rang 32 der 100 größten Songwriter aller Zeiten.